# Кроуфорд, Роберт
Генерал-майор Роберт Кроуфорд (5 мая 1764 года — 23 января 1812 года) был британским офицером. Кроуфорд родился в Ньюарке, Эйршир, и был третьим сыном сэра Александра Кроуфорда, 1-го баронета и младшим братом сэра Чарльза Кроуфорда. После военной службы в Индии и Нидерландах, в 1810 году во время наполеоновской Пиренейской войны ему было поручено командование Лёгкой дивизией элитных пехотинцев, под началом герцога Веллингтона. Кроуфорд был сторонником жёсткой дисциплины и подвержен резким колебаниям настроения, за что получил прозвище «Чёрный Боб». Он был смертельно ранен 19 января 1812 года во время штурма второстепенной бреши при осаде Сьюдад-Родриго и скончался четыре дня спустя.

## Ранний период жизни
Как и сэр Джон Мур, семья Кроуфордов происходила из Эйршира. Отец Роберта, Александр Кроуфорд, жил в замке Ньюарк и в Сёрдпарте, Эйршир. По мужской линии они происходили от Кроуфордов из Охинемса, которые представляли старую линию Кроуфордов из Лаудона. Замок был продан дедом Александра, после чего их семья переехала жить в Англию в Эссекс. В 1781 году ему был пожалован титул баронета. Его старший сын стал сэром Джеймсом, вторым баронетом. Его родной брат Чарльз также был офицером британской армии.

## Карьера

### Военный вундеркинд
Кроуфорд поступил в армию в возрасте пятнадцати лет. В 1779 году он был зачислен энсином в 25-й пехотный полк, где четыре года прослужил субалтерном. К девятнадцати годам он уже был командиром роты. В 1782 году он провёл некоторое время в Берлине, изучая тактику армии Фридриха Великого, и перевел на английский язык прусский трактат об искусстве войны. Вместе со своим братом Чарльзом он по личному приглашению Фридриха Великого посетил смотр войск в Потсдаме.
Будучи с 1787 года капитаном 75-го полка, он впервые принял участие в боевых действиях в боях против Типу Султана в 1790-92 годах, служа под командованием лорда Корнуоллиса. Своей доблестью в бою он заслужил репутацию отличного полкового офицера. Роберт вернулся в Англию в отпуск, чтобы помочь своему брату, полковнику Чарльзу. Благодаря знанию немецкого языка, что было редким достижением в британской армии в конце восемнадцатого века, он стал военным атташе в штабе австрийской армии в Кобурге с 1794 по 1796 год.
В 1798 году Кроуфорд был назначен генерал-адъютантом в штабе генерала Лейка и во время подавления ирландского восстания сражался против генерала Юмбера. Его способности были оценены генералами Корнуоллисом и Лейком, которые хорошо отозвались о нём в своих донесениях главнокомандующему. Год спустя, благодаря своему знанию немецкого языка, он стал британским комиссаром в штате Суворова, когда Россия вторглась в Швейцарию. В конце 1799 года Кроуфорд служил в штабе голландской экспедиции во главе с герцогом Йоркским.

### Семейная жизнь
Роберт женился 7 февраля 1800 года на Мэри Фрэнсис, дочери Генри Холланда, эсквайра из Хэнс-Плейс, Челси, и внучке ландшафтного дизайнера Ланселота Брауна. Он очень любил свою жену и, к раздражению своего командования, постоянно просил «увольнительную» домой, чтобы увидеть свою возлюбленную. В то время в разговорах с женой он часто говорил об уходе из армии вообще. В тот же период он начал переписку с государственным секретарём по вопросам войны Уильямом Уиндхемом, с которым он подружился. С 1801 по 1805 год Кроуфорд (в то время подполковник) заседал в парламенте в Ист Ретфорде, но в 1807 году он подал в отставку, чтобы сосредоточиться на военной карьере.

### Экспедиция в Буэнос-Айрес
30 октября 1805 года Кроуфорд был произведён в полковники и получил под командование собственный полк. Он был направлен в экспедицию в Южную Америку. В 1806 году, получив обещание повышения до бригадного генерала, он отправился в Рио-де-Жанейро. База британского главнокомандующего генерала Уайтлока располагалась в Монтевидео. Бригада Кроуфорда состояла из двух эскадронов 6-го гвардейского драгунского полка, 5-го гвардейского драгунского полка, 36-го полка, 45-го полка и 88-го пехотного полков, а также пяти рот 95-го стрелкового полка, итого 4,2 тыс. человек. Главной целью кампании было завоевание Чили. Кроуфорд отошел от доков Фалмута 12 ноября 1806 года и направился на юг к мысу Доброй Надежды.
Флотилия с 8 тыс. человек на борту прибыла 15 июня 1807 года, и армии наконец объединилась в Буэнос-Айресе. Уайтлок отказался действовать и был обвинён Робертом Кроуфордом в трусости. В Лондоне его поддержал его брат Чарльз, у которого были контакты в аристократических кругах. Уайтлок не санкционировал нападение на французскую армию генерала Линьерса. Враг двинулся в город; Кроуфорд писал, что хотел атаковать крепостные валы, но ему помешал старший офицер. Французы отступили, окопались поперёк улиц и развернули тяжёлую артиллерию. Бригада Кроуфорда была вынуждена отступить в монастырь Санто-Доминго, после чего орудия затихли; его бригада была окружена армией в 5 тыс. человек и в 4 часа дня была вынуждена сдаться. 1070 офицеров и солдат были убиты или тяжело ранены; Кроуфорд и коадъютор Эдмунд Пак из Королевских конных гвардейцев были в бешенстве. Вернувшись в Хайт, они предложили пристрелить «предателя»; Уайтлок усугубил свою измену, когда Линьерс предложил вернуть заключенных и 71-й полк; Уайтлок согласился и сдал Монтевидео, также пообещав уйти с Ла-Платы.
В 1891 году биограф Александр Кроуфорд утверждал, что генерал Кроуфорд и, по-видимому, многие другие офицеры были «под впечатлением, что Уайтлок предатель, а также нерешительный глупец, но я не смог найти в документах военного трибунала какие-либо веские доказательства в поддержку этого мнения».

### Пиренейская война
В октябре 1808 года Кроуфорд отплыл в Ла-Корунью с войсками сэра Дэвида Бэйрда для усиления армии под командованием сэра Джона Мура. Мур несколькими путями провёл свои войска в Саламанку. 20 декабря 1808 года эти две армии объединились в Майорге. После этого Мур реорганизовал армию, и Кроуфорд получил командование 1-й фланговой бригадой. Разведка показала, что, помимо корпуса маршала Сульта в непосредственной близости, из Мадрида с большой скоростью приближался Наполеон. Мур боялся, что армия может быть разбита значительно превосходящими силами противника, и что путь для отступления к морю, примерно 400 километров до порта эвакуации, может быть отрезан. 24 декабря он приказал отступить на Ла-Корунью. Бригада Кроуфорда была частью арьергарда под командованием генерал-майора сэра Эдварда Пэджета. Его полки активно участвовали в ранней части отступления. Войскам не хватало продовольствия; они шли в зимний мороз, снег и туман вдвое быстрее обычного, отбиваясь при этом от куда более сильного противника. 31 декабря Мур приказал армии разделиться. Две фланговые бригады, Кроуфорда (1900 человек) и Карла фон Альтена (1700 человек) пошли по южному маршруту через Оренсе в Виго, в то время как основная колонна продолжала движение на Ла-Корунью. В новогодний день 1809 года они поднимались по крутым горным перевалам. Одни умирали в снегу от голода, другим удавалось найти по дороге еду. Эта дорога стало исключительно суровым испытанием, даже несмотря на то, что их не преследовали французы. Неделю спустя они пришли в Оренсе, голодные и в лохмотьях. 12 января они добрались до порта, но ждали отставших, прежде чем отправиться в Англию.
Важным документальным свидетельством является письмо стрелка Харриса. Оно выражает гордость Харриса за проявленное мужество, несмотря на соблюдаемую офицерами строгую дисциплину. У Кроуфорда был «суровый внешний вид и хмурый взгляд», пишет Харрис. Уильям Нейпир считал, что бригадный генерал был «очень внимателен к своим людям». Но «своеволие и глупость» весьма сурово наказывались поркой. Однако, несмотря на всю его суровость, солдаты Кроуфорда восхищались им и доверяли ему, и у Харриса не было никаких сомнений по поводу его роли в спасении их бригады:
Только такой человек, как генерал Кроуфорд, смог бы спасти нашу бригаду от гибели; и если он и выпорол одного-двух, то тем самым спас от смерти сотни... Он казался сделанным из железа; ничто не пугало его — ничто не отвлекало его от цели. Война была его стихией, и труд и опасность, казалось, вызывали в нём только растущую решимость преодолеть их ... Я никогда не забуду Кроуфорда, даже если проживу ещё сто лет. Он был настоящим солдатом.
25 мая 1809 года Кроуфорд со своей бригадой, состоящей из 43-го и 52-го пехотного полка и 95-го стрелкового, отправился из Дувра в Португалию. Задержавшись в Даунсе и на острове Уайт из-за плохой погоды, они прибыли через три недели 18 июня. Прибудь они вовремя, силы Кроуфорда могли бы участвовать вместе с Веллингтоном в битве при Талавере. В Лиссабоне бригада купила вьючных лошадей, и в сопровождении отряда конной артиллерии капитана Хью Росса они отправились к основной армии. К 20 июля они достигли Сарса-ла-Майор, а 22 июля были в Кориа. 27-го Лёгкая бригада добралась до Навальмораль-де-ла-Мата. На рассвете 28-го Кроуфорд предпринял попытку присоединиться к сэру Артуру Уэлсли, пока французы не напали на него в Талавере. Последовавший за этим марш-бросок почти не имеет аналогов в военных летописях. В то время как расстояние по прямой от Навальмораль-де-ла-Мата до Талаверы составляет немногим более 60 км, фактическое расстояние составляет более 70 км из-за извилистых дорог. В самую жару испанского лета и в полном обмундировании солдаты страдали от ужасной жажды. Подстёгиваемые отдалённым грохотом пушечных выстрелов, они оставили в Оропесе лишь несколько ослабевших человек. Несмотря на то, что Кроуфорд преодолел около 72 км за 26 часов, он прибыл слишком поздно, чтобы принять участие в битве.
В начале 1810 года Веллингтон получил перехваченные секретные письма от маршала Сульта королю Испании о запланированном нападении на Сьюдад-Родриго. Основная часть армии была перемещена в северную Португалию. 1 марта Лёгкая бригада Кроуфорда становится Лёгкой дивизией. Первоначально у него было 2,5 тыс. человек из первых батальонов 43-го, 52-го и 95-го пехотных полков, а также отряд конной артиллерии и один полк в 500 кавалеристов 1-го эскадрона гусаров из Королевского германского легиона. 28 марта к ним присоединились 1 тыс. человек из 1-го и 2-го батальонов португальских касадоров. Последнее из этих подразделений было впоследствии заменено на 3-й батальон, который считался наиболее эффективным из имеющихся у маршала Бересфорда. Кавалерию также усилили два эскадрона 16-го лёгкого драгунского и, в начале июля, три эскадрона 14-го лёгкого драгунского полка.
Хотя Роберт Кроуфорд и был всего лишь командующим бригадой и младше многих по званию, Веллингтон поручил ему командование линией форпостов, так как он являлся одним из немногих офицеров, которым главнокомандующий полностью доверял. Только с беседах с Кроуфордом, Хиллом и Бересфордом Веллингтон снисходил до разъяснения причин своих приказов. В одном из писем к Кроуфорду он писал: «Ничто не может быть для меня полезнее, чем ваше мнение по любому вопросу». В 1810 году Кроуфорд был полон решимости подтвердить свою репутацию и показать, что оказанное ему Веллингтон доверие было совершенно заслуженным. Он не забывал, что был на четыре года старше Бересфорда, на пять лет старше Веллингтона, на восемь лет старше Хилла, но при этом был лишь младшим бригадным генералом, командующим одной дивизией. Хотя он был призван на службу раньше почти всех офицеров в Пиренейской армии, Кроуфорд был на шесть лет младше Пиктона и на год младше Хоупа.
Лёгкая дивизия была выдвинута к испанской границе и располагалась в деревнях вокруг Алмейды, а её форпосты были выдвинуты к линии реки Агеды. С марта по июль 1810 года Кроуфорд добился поразительного успеха: он защищал фронт более чем в 60 км длиной от активно действующего неприятеля, превосходящего его по силе вшестеро; при этом его линии не были прорваны, и французам не удалось получить никакой информации о войсках союзников. Он ежедневно сталкивался с корпусом Нея, но тому никогда не удавалось застать союзников врасплох или заставить отступить, кроме как абсолютно превосходящими силами; он не потерял ни одного отряда, улавливал каждое движение врага и никогда не посылал своим командирам неточные сведения. Это было результатом систематизированного и научного подхода, а не просто бдительности и активности. Помимо четырёх мостов, между Сьюдад-Родриго и устьем Агеды было также около пятнадцати бродов, которые в сухую погоду можно было использовать для переправы любых видов войск, а некоторые были проходимы даже после одного-двух дней дождя. Каждое утро в отчётах сообщалось о состоянии бродов, и особо отмечалась скорость подъёма воды. С помощью сигнальных огней передавались сообщения о перемещениях противника. Как отметил в своей истории Нейпир, для того, чтобы встать под ружьё посреди ночи, дивизии хватало семи минут, а за четверть часа она в полной выкладке выдвигалась на боевые посты.
Первую проверку на эффективность система Кроуфорда прошла в ночь с 19 на 20 марта, когда Ферей, командующий бригадой дивизии Луазона, расположенной в Сан-Фелисесе, с шестью ротами вольтижёров совершил на рассвете бросок через старый римский мост у Барба-дель-Пуэрко. Им удалось снять штыками часовых на мосту до того, как они успели выстрелами поднять тревогу, и они уже поднялись до середины крутого 230-метрового подъёма от моста до деревни (сегодня называемый Пуэрто-Сегуро), когда путь им преградил отряд Беквита из 95-й стрелкового полка, поднявшийся и вооружившийся за десять минут. Они отогнали французов вниз по ущелью и преследовали их через реку, убив и ранив двух офицеров и сорок пять солдат. Стрелки Беквита потеряли одного офицера, трёх убитых солдат и десять раненых.
Действия Кроуфорда на Коа и Агеде в 1810 году были отважны до безрассудства; втягивание французских войск в перестрелки, вылившиеся в итоге в бой при Коа, было одной из его редких оплошностей. Хотя Веллингтон осудил его за такое поведение, позже он написал: «… Я не могу обвинить человека, который, как я полагаю, хотел поступать как лучше, и чья ошибка была в суждении, а не в намерении».
Действиям знаменитой Лёгкой дивизии в Бусаку посвящён один из самых красочных пассажей в работе Нейпира.
Зиму 1810—1811 гг. Кроуфорд провёл в Англии, а его дивизией временно командовал другой офицер. Он снова появился на поле битвы в Фуэнтес-де-Оноро, к радости своих солдат. 5 мая 1811 г. Массена предпринял атаку на слабый правый фланг Веллингтона, которую возглавляли драгуны Монбрена и поддерживали пехотные дивизии Маршана, Мерме и Солиньяка. Сразу два батальона 7-й дивизии были разбиты французской лёгкой кавалерией, и Веллингтон был вынужден послать подкрепление. Лишь слаженные действия Лёгкой дивизии, британской кавалерии и кавалерии Королевского германского легиона, осуществивших образцово-показательное отступление с боем, спасли 7-ю дивизию от полного уничтожения.
4 июня 1811 года Роберт Кроуфорд был произведен в генерал-майоры.

### Гибель в Сьюдад-Родриго
19 января 1812 года, стоя на леднике Сьюдад-Родриго и направляя штурмовые отряды Лёгкой дивизии, он был смертельно ранен. Его тело было вынесено с поля боя офицером штаба, лейтенантом Шоу из 43-го полка, и четыре дня спустя он умер.
Он был похоронен в бреши крепости, где встретил свою смерть. В соборе Святого Павла воздвигнут памятник в честь Кроуфорда и Макиннона, двух генералов, убитых во время штурма Сьюдад-Родриго.
Генерал-майор Кроуфорд имел прозвище «Чёрный Боб». Предполагается, что оно относится либо к его привычке сильно ругаться, теряя самообладание, либо его приверженности к суровой дисциплине, или даже к его к заметной тёмной щетине на лице.
Во время Первой мировой войны в его честь был назван монитор типа «Лорд Клайв», HSM General Craufurd (1915).

## Для дальнейшего чтения

### Основные источники
- Craufurd, Alexander Henry (1891), General Craufurd and his light division, with many anecdotes, a paper and letters by Sir John Moore, and also letters from the Right Hon. W. Windham, the Duke of Wellington, Lord Londonderry, and others, London: Griffith, Farran, Okeden & Welsh
- Bruce, N A. Life of Sir William Napier (англ.).
- «Quartermaster John Surtees»
- Alison, Walter. History of Europe (англ.).
- Kincaid, Colonel. Random Shots of a Rifleman (англ.).
- Craufurd, Alexander. General Craufurd and His Light Division (англ.). — 1906.

### Вторичные источники
- Oman, Sir Charles. A History of the Peninsular War (7 volumes) (англ.). — Oxford University Press, 1902.
- Verner, Colonel Willoughby. History & Campaigns of The Rifle Brigade Vol.I (англ.). — John Bale, Sons & Danielsson, 1912.
- Hibbert, Christopher (editor). The Recollections of Rifleman Harris (англ.). — The Windrush Press, 1996. — ISBN 0 900075 64 3.

### Внешние ссылки
- Craufurd, Robert|Craufurd, Robert]] // . — London: Smith, Elder & Co.
- Эта статья (раздел) содержит текст, взятый (переведённый) из статьи «Craufurd, Robert» (ред. — Chisholm, Hugh) Vol. 7 (11th ed.) из одиннадцатого издания «Британской энциклопедии», перешедшего в общественное достояние.